# 岡部バイパス
岡部バイパス（おかべバイパス）は、静岡県静岡市駿河区丸子地区から藤枝市岡部地区までを結ぶ国道1号バイパス。丸子ICから横添IC間 (4.2 km) の現道拡幅区間と横添ICから内谷IC間 (3.0 km) のバイパス区間からなる。
通行料金は無料。自動車専用道路ではないので、125 cc以下の二輪車も通行可能。

## 概要
- 起点 : 静岡県静岡市駿河区丸子（丸子IC）
- 終点 : 静岡県藤枝市岡部町内谷（内谷IC）
- 全長 : 7.2 km
- 車線数 : 4車線（6車線計画区間有り）

地域高規格道路「静岡東西道路」に指定されている。

## 歴史
- 1976年（昭和51年）3月 - 開通（暫定2車線）。
- 1998年（平成10年）6月16日 - 静岡東西道路の一部区間に指定。
- 1999年（平成11年）3月29日 - 全線4車線化（6車線計画区間有り）。

## 接続するバイパスの位置関係
（東京方面）静清バイパス - 岡部バイパス - 藤枝バイパス（大阪方面）

## インターチェンジなど

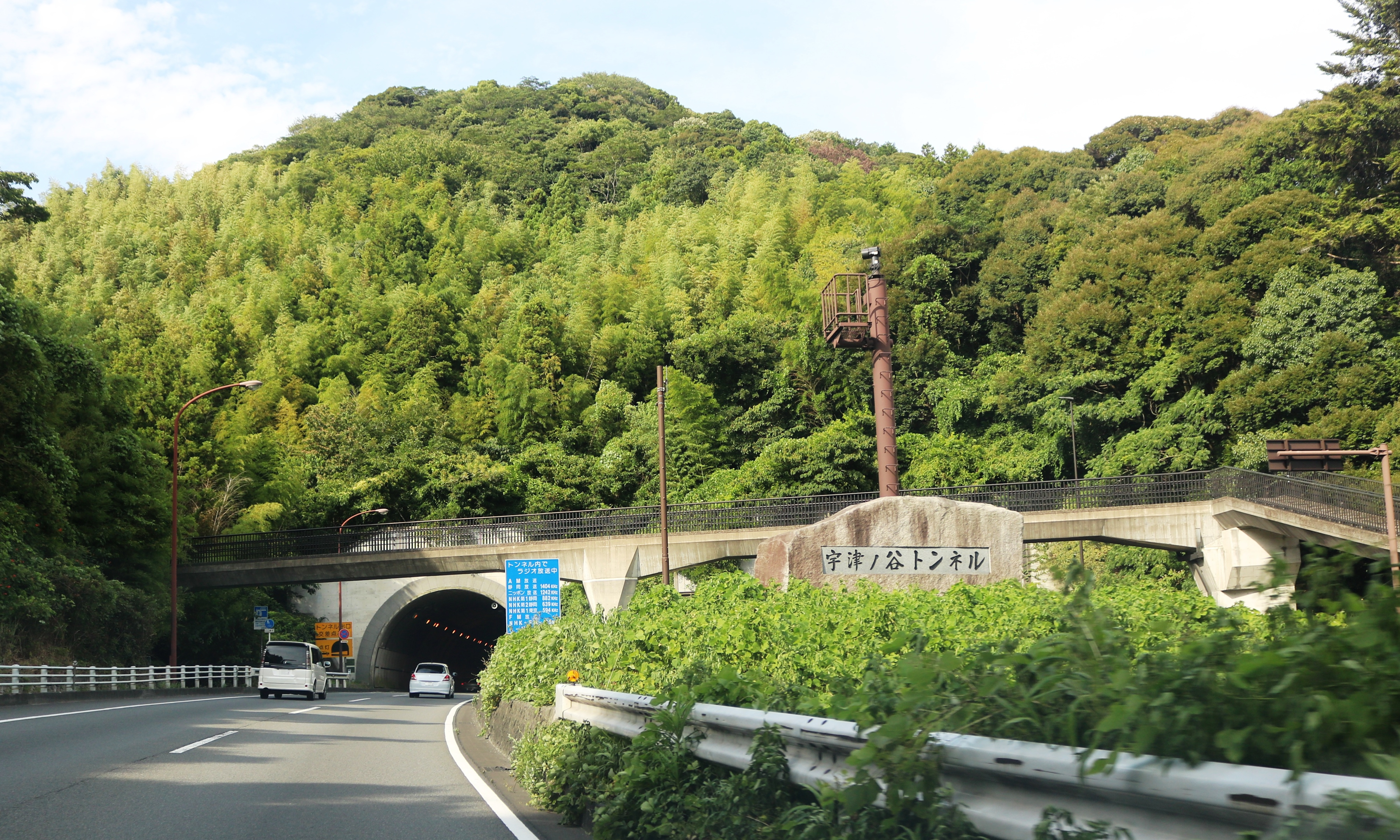
宇津ノ谷トンネル
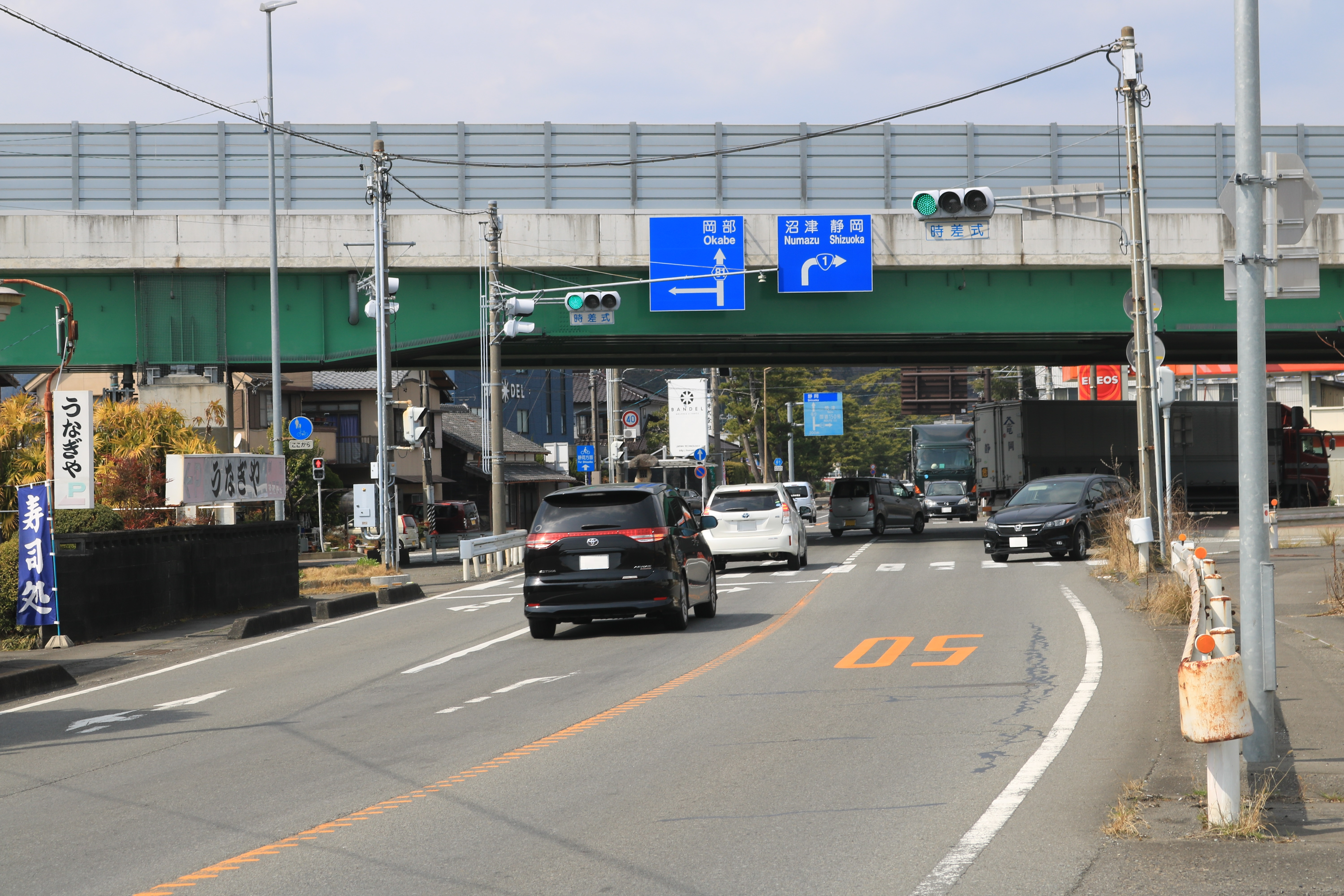
内谷IC

| 施設名                                | 接続路線名                                                              | 備考                 | 所在地        |
| ------------------------------------- | ----------------------------------------------------------------------- | -------------------- | ------------- |
| 国道1号（静清バイパス）沼津・静岡方面 |                                                                         |                      |               |
| 丸子IC                                | 国道1号 静清バイパス                                                    | 浜松・静岡方面出入口 | 静岡市        |
| この間平面交差区間                    |                                                                         |                      | 静岡市        |
| 宇津ノ谷トンネル                      |                                                                         |                      | 静岡市/藤枝市 |
| 道の駅宇津ノ谷峠                      |                                                                         |                      | 静岡市/藤枝市 |
| 廻沢口交差点                          |                                                                         |                      | 藤枝市        |
| 横添IC                                | 静岡県道208号藤枝静岡線                                                 | 浜松・静岡方面出入口 | 藤枝市        |
| 岡部トンネル                          |                                                                         |                      | 藤枝市        |
| 内谷IC                                | 国道1号（藤枝バイパス）、静岡県道381号島田岡部線、 静岡県道81号焼津森線 | 静岡方面のみ接続     | 藤枝市        |
| 国道1号（藤枝バイパス）浜松・掛川方面 |                                                                         |                      |               |

1. ↑  インター自体は浜松方面のみ接続だが、東側に隣接する廻沢口交差点により補完されている。
2. ↑  浜松方面は側道経由で西隣の広幡IC（藤枝バイパス）を利用する。

- 宇津ノ谷トンネル
- 内谷IC